# Klakar
Klakar (do roku 1900 Klakarje) je vesnice a správní středisko stejnojmenné opčiny v Chorvatsku v Brodsko-posávské župě. Nachází se blízko hranic s Bosnou a Hercegovinou, asi 10 km jihovýchodně od Slavonského Brodu. V roce 2011 žilo v Klakaru 272 obyvatel, v celé opčině pak 2 319 obyvatel. Zajímavostí je, že Klakar je ve skutečnosti nejmenším sídlem opčiny, ale přesto je jejím správním střediskem.
Součástí opčiny jsou celkem čtyři trvale obydlené vesnice. Největším sídlem je Ruščica, nejmenším středisko opčiny Klakar.
- Donja Bebrina – 425 obyvatel
- Gornja Bebrina – 487 obyvatel
- Klakar – 272 obyvatel
- Ruščica – 1 135 obyvatel

Opčinou procházejí župní silnice Ž4210 a Ž4215. Jižně protéká řeka Sáva, severně řeka Biđ. Poštovní směrovací číslo opčiny je stejně jako u sousední opčiny Gornja Vrba 35208, toto číslo však patří vesnici Ruščica, nikoliv Klakaru nebo Gornje Vrbě.